# Tây Sơn hào kiệt
Tây Sơn hào kiệt là một bộ phim lịch sử cổ trang của hãng phim Lý Huỳnh phối hợp cùng hãng phim Thanh Niên sản xuất, công chiếu tại các rạp trên toàn quốc Việt Nam từ ngày 30 tháng 4 năm 2010. Bộ phim được đầu tư công phu, quy tụ dàn diễn viên nổi tiếng của Việt Nam như Lý Hùng, Công Hậu, Thùy Lâm... diễn tả lại lịch sử và những chiến công hiển hách của Hoàng đế Quang Trung nhà Tây Sơn.
Phim được một số giới truyền thông gọi là "bom tấn" của Việt Nam năm 2010 và cũng là bộ phim được thực hiện nhân đại lễ 1000 năm Thăng Long và là bộ phim đầu tiên kể về người anh hùng áo vải Quang Trung – Nguyễn Huệ.
Tây Sơn hào kiệt được đánh giá là một trong những bộ phim lịch sử cổ trang có quy mô lớn và hoành tráng nhất trong lịch sử phim võ thuật–cổ trang của Việt Nam, bối cảnh quay của phim được thực hiện khắp chiều dài đất nước, từ Sài Gòn cho đến Hà Nội. Với kinh phí nhiều tỷ đồng, phim đã được xác nhận là bộ phim truyện nhựa thể loại dã sử võ hiệp được đầu tư dàn dựng lớn nhất Việt Nam. Tuy vậy bộ phim vẫn còn nhiều hạn chế, thiếu sót.

## Nội dung
Tây Sơn hào kiệt được dàn dựng dựa theo kịch bản "Ngàn năm thương nhớ" của Cao Đức Trường, Phạm Thùy Nhân và NSND Huy Thành. Phim gồm 90 phút và được mở đầu bằng công cuộc Bắc chinh phò Lê diệt Trịnh, khởi đầu cho một cuộc tình đẹp giữa người anh hùng áo vải Tây Sơn Nguyễn Huệ với nàng công chúa cành vàng lá ngọc của nhà Lê và điểm nhấn là cuộc tiến quân đánh đuổi quân xâm lược Mãn Thanh, giải phóng Thăng Long. 
Đan lồng trong những cảnh chiến trận khốc liệt, oai hùng là những hình ảnh đẹp, lãng mạn của mối tình giữa vua Quang Trung và công chúa Ngọc Hân.

## Diễn viên
- Lý Hùng vai Nguyễn Huệ
- Hoa hậu Thùy Lâm vai Ngọc Hân
- Công Hậu vai Lê Chiêu Thống
- Thế Anh vai Nguyễn Hữu Chỉnh
- Đoàn Dũng vai Tôn Sĩ Nghị
- Mộng Vân vai Hoàng hậu Ý Bình
- Tấn Hưng vai Lê Dũng
- Lý Huỳnh vai Nguyễn Nhạc
- Anh Duy vai Nguyễn Lữ
- Minh Đăng vai Ngô Văn Sở
- Nguyễn Hậu vai Trần Công Xán
- Tuấn Tú vai Sầm Nghi Đống
- Nguyễn Văn Giang vai Hứa Thế Hanh
- Tấn Beo vai Công tử Bàng Quang
- Quách Khoa Nam vai Trịnh Bồng

## Quá trình sản xuất

### Đầu tư
Hãng phim Lý Huỳnh đã có sự đầu tư về tiền bạc, công sức, sức người cho bộ phim này, theo một thống kê, Tây Sơn hào kiệt được đầu tư các hạng mục gồm:
- Tổng kinh phí lên đến 12 tỷ đồng[6], một số thông tin khác cho rằng lên đến 14 tỷ đồng[2] (dự tính ban đầu là khoảng 6 tỷ). Đối với phim Việt, đó là một khoản kinh phí cực kỳ lớn trong đó 200 triệu đồng để thiết kế xây dựng 3 ngôi nhà lá cho quân Mãn Thanh đốt và xây dựng đồn Ngọc Hồi.
- 4000 bộ trang phục mà 2000 bộ trong số đó dành cho quân Tây Sơn và 2000 còn lại dành cho quân Mãn Thanh.
- 10 khẩu đại bác và khoảng 7.000 binh khí.[7]
- 20.000 diễn viên quần chúng đã được huy động để phụ giúp thực hiện, 200 võ sư Vovinam, 120 cascadeur tham gia diễn xuất. Đặc biệt, đại cảnh Nguyễn Huệ lên ngôi hoàng đế tại núi Bân, chiêu tập nghĩa quân, chuẩn bị Bắc tiến diệt Mãn Thanh đã có sự tham gia của tới hơn 5.000 người.[7]
- 100 voi và hơn 100 ngựa (trong đó, chính quyền tỉnh Đắk Lắk tại Buôn Mê Thuột hỗ trợ hơn 40 con voi, trường đua Phú Thọ, Thành phố Hồ Chí Minh cung cấp 100 con ngựa cao từ 1m8 trở lên (được thuê với giá 3 triệu/ngày).

### Quay phim
Ngoài một số bối cảnh nội phải thực hiện tại Huế, phần ngoại cảnh còn lại đoàn phải quay nhờ bối cảnh tại Khu Du lịch Đại Nam (Bình Dương). Đạo diễn Lý Huỳnh cho biết đoàn phim phải lặn lội gần mấy tháng trời để tìm điểm quay ở các nơi, trong đó có những bối cảnh quay phải dựng mới hoàn toàn như cảnh đồn Ngọc Hồi.
Việc quay phim diễn ra rất công phu, vất vả, cảnh té ngã thường xuyên đến nỗi diễn viên vừa diễn vừa lo nơm nớp, có người bị trật cả khớp tay, ngoài đoàn phim đông đảo thì số người dân xung quanh tụ tập xem phim cũng đến hàng trăm. Té ngựa là nỗi ám ảnh của các diễn viên. Ngựa vốn rất sợ các binh khí, cứ người nào rút kiếm tung tẩy trước mặt là chúng lồng lên, người điều khiển không vững là bị hất văng xuống đất, nhiều trường hợp bị chấn thương do ngựa lồng.

## Công chiếu và lợi nhuận
Buổi ra mắt phim Tây Sơn hào kiệt của Lý Hùng không chỉ ấn tượng bởi cảnh trí được dàn dựng công phu, độc đáo mà còn gây tò mò bởi có thông tin ngay trước đó là các diễn viên điện ảnh Hồng Kông nổi tiếng như: Lê Tư, Quách Phú Thành, Châu Tinh Trì, Cổ Thiên Lạc... sẽ tham dự với tư cách khách mời đặc biệt.
Dù được đầu tư công phu, nhưng đến lúc cao điểm trình chiếu, doanh thu bộ phim còn quá thấp so với vốn đầu tư, cho thấy, đầu tư cao chưa chắc đã mang lại hiệu quả. Bên cạnh những ủng hộ mang tính khích lệ tinh thần, thực tế, lượng khán giả đến xem Tây Sơn hào kiệt dần giảm nhiệt so với cao điểm là các ngày lễ 30/4 và 1/5. Diễn viên Lý Hùng (đồng thời cũng là đại diện nhà sản xuất phim) cho biết, khi bắt tay vào thực hiện tác phẩm điện ảnh này, gia đình anh cố làm hết sức với tâm huyết của mình để đóng góp một phần cho việc phát triển dòng phim dã sử, "Gia đình tôi không cần Tây Sơn hào kiệt thu lời, chỉ mong hòa vốn là mừng".
Khá nhiều nguyên nhân được đưa ra để lý giải cho điều này, như: bộ phim thể hiện tư duy cũ kỹ trong cách dàn dựng nội dung, bối cảnh, nhân vật, kỹ thuật làm phim chưa cao...

## Những nhận định

### Những đánh giá, khen thưởng
So với "Lửa cháy thành Đại La", "Thăng Long đệ nhất kiếm", "Đêm hội Long Trì"... trước đây thì Tây Sơn hào kiệt cho thấy một bước tiến vượt bậc về kỹ xảo điện ảnh, và thành quả của hơn 3 năm nỗ lực chuẩn bị và thực hiện của hãng phim Lý Huỳnh, trong đó phải kể đến những con số đầu tư gần như không tưởng xét trong hoàn cảnh hiện tại của điện ảnh Việt Nam. Phim tái hiện một giai đoạn hào hùng của đất nước, thể hiện hùng khí dân tộc, người xem được nhìn thấy những cảnh luyện quân, hành quân thần tốc, luyện voi chiến, xung trận của kỵ binh, áp sát công thành, bắn đạn pháo vào quân địch bằng súng thần công... Qua những tình huống và hình ảnh đan kết xâu chuỗi trong phim đã nêu được sự đồng lòng, quyết tâm của các tầng lớp nhân dân trong chiến tranh bảo vệ giữ nước.
Đạo diễn Lê Bảo Trung bày tỏ: "Đây là bộ phim khá hoành tráng, thể hiện được tâm sức của người làm phim và truyền được cảm xúc cho người xem. Chúng ta chưa có phim trường cho phim dã sử... Mọi khó khăn đều dồn vào kinh phí và tài xoay xở của nhà làm phim tư nhân nên để làm được một phim như Tây Sơn hào kiệt là đáng trân trọng". Với kinh nghiệm làm phim võ thuật, cùng với sự hỗ trợ của kỹ xảo hiện đại, các đạo diễn Lý Huỳnh, Phượng Hoàng, Lý Hùng đã tạo ra được những cảnh chiến đấu bằng võ thuật và binh khí thật nhất mà lâu nay điện ảnh Việt Nam chưa thể làm được. Một góc lịch sử đã được tái hiện hào hùng trên phim Tây Sơn hào kiệt.
Nghệ sĩ nhân dân Huy Thành, Chủ tịch Hội Điện ảnh thành phố Hồ Chí Minh cho rằng Tây Sơn hào kiệt là "phim cổ trang khá nhất" và tính cho đến thời điểm này chỉ mới có mỗi phim Tây Sơn hào kiệt, công trình ý nghĩa góp phần chào mừng kỷ niệm 1.000 năm Thăng Long - Hà Nội (làm bằng vốn tư nhân), được hoàn thành.
Bà Anna Kan - Giám đốc hãng phim Digital Magic khen ngợi: "Tôi thấy các diễn viên trong phim diễn rất đạt, từ ánh mắt đến từng cử chỉ nhỏ. Hầu hết các diễn viên đã liên kết với nhau một cách tuyệt vời, họ đã diễn tả được sự hùng mạnh của một bộ phim lịch sử. Tôi cho là nhà sản xuất nên đưa bộ phim này đến dự triển lãm phim quốc tế tại Hồng Kông vào năm sau".
Ngoài ra, Chủ tịch Ủy ban nhân dân thành phố Hồ Chí Minh đã tặng 10 bằng khen cho phim về thành tích trong tham gia thực hiện và hoàn thành bộ phim lịch sử Tây Sơn hào kiệt nhằm chào mừng kỷ niệm 1.000 năm Thăng Long - Hà Nội (Quyết định số 1820/QĐ-UBND ngày 22/4/2010), theo đó đã khen thưởng cho 1 tập thể là cán bộ công nhân viên Công ty TNHH – Hãng phim Lý Huỳnh và 9 cá nhân xuất sắc gồm: Lý Huỳnh, Lý Hùng, Thùy Lâm, Mộng Vân, Thế Anh, Đoàn Dũng, Phượng Hoàng (đạo diễn), Trần Đình Trung (quay phim), Đoàn Thị Nguyên (Giám đốc sản xuất phim).

### Ý kiến phê bình
Tuy nhiên có nhiều ý kiến phê bình về bộ phim, Báo tuổi trẻ đã có bài phân tích chi tiết đến từng những hạt sạn của phim theo đó mặc dù nỗ lực đáng khen khi làm phim đề tài lịch sử, nhưng với cách tư duy hời hợt về lịch sử và dễ dãi về nghệ thuật, trong 90 phút phim có những kiến giải còn thô minh họa lịch sử, chuyện phim chưa hay trong cách làm cảnh nối cảnh, những cảnh hiện lên trần xì là tận dụng mà quay.
Về khung cảnh, người xem bị chi phối bởi những chi tiết mái bêtông và đèn đá kiểu Nhật, những chi tiết khu giải trí dùng làm hoàng thành Lê triều, ximăng, gạch thẻ. Những cố gắng cho diễn viên quần chúng ăn mặc kiểu áo tứ thân, khăn vành dây Bắc bộ không làm giảm đi được không khí gượng gạo của một không gian kiến trúc thô kệch, khiến người xem không sao nhập được tâm trí rằng đây là thời xưa.
Những cảnh máu chảy trôi chày, nước sông nghẽn xác giặc làm bằng vi tính thô sơ như quay video. Và một điểm rất đáng trách là cả triều Lê, từ vua Lê Hiển Tông, chúa Trịnh, Ngọc Hân cho đến toàn bộ La Sơn phu tử (Hà Tĩnh), Nguyễn Hữu Chỉnh (Nghệ An) với mọi sĩ phu Bắc Hà đều nói giọng Sài Gòn.
Ngoài ra, cao trào hẳn là màn đánh đồn Ngọc Hồi nhưng trong phim thì cái đồn toàn tranh tre nứa lá mà hỏa khí của Tây Sơn đốt mãi vẫn chưa xong. Trong lịch sử thì Sầm Nghi Đống treo cổ tự tử ở sau gò Đống Đa nhưng trong phim thì bị chính Nguyễn Huệ tiêu diệt.
Về cách xây dựng lớp lang đánh trận, 10 vạn quân Tây Sơn không thể lao như đi cướp kho thóc và không thể chỉ là màn tỉ thí đường phố, đặc biệt là những cảnh Lý Hùng đi phăm phăm trên không kiểu phim võ hiệp làm giảm hiệu quả. Đoạn quân Thanh chạy qua cầu phao thì là một con sông khá nhỏ bé.
Nhiều phản ánh từ người xem cho biết, phim chưa thể hiện được hình ảnh của một đội quân Tây Sơn hùng mạnh, tinh nhuệ cũng như không thấy được một Quang Trung - Nguyễn Huệ thiên tài quân sự. Cách đánh võ cũng như dàn dựng bối cảnh trong phim còn mang tính ước lệ sân khấu quá cao. Nhiều ý kiến cho rằng phim còn quá nhiều sạn, như Nguyễn Huệ cưới Ngọc Hân ở Bắc Hà mà có cảnh hai người dắt tay nhau tình tứ ở bờ suối ghềnh đá Bình Định... Một nhà báo cho rằng "Những tiểu tiết mà không xử lý được thì làm sao ta có thể trông chờ một tác phẩm lịch sử đúng nghĩa, có thể làm hài lòng những ai tâm huyết với điện ảnh nước nhà".
Mặt khác do thời lượng quá ngắn ngủi nên bộ phim đã không thể chuyển tải hết được một giai đoạn lịch sử vì thế, phim chủ yếu tập trung xây dựng hình tượng Nguyễn Huệ - Quang Trung là chính. Vai trò của Nguyễn Nhạc, Nguyễn Lữ còn khá mờ nhạt.
Những cảnh đánh đối đầu phô diễn tài năng võ nghệ của Nguyễn Huệ và các tướng lĩnh Mãn Thanh diễn ra khá chóng vánh. Điều này làm tôn vinh nền tảng võ nghệ cao cường của Nguyễn Huệ nhưng lại hạ thấp quân thù. Hơn nữa Nguyễn Huệ - Quang Trung không chỉ là một người anh hùng chiến trận mà còn là vị anh quân. Tính cách quan trọng đó, bộ phim chưa khắc họa được. Gần 20.000 lượt diễn viên quần chúng tham gia vào vai nghĩa quân Tây Sơn, quân lính Mãn Thanh nhưng xuất hiện rải rác ở nhiều điểm quay nên ở nhiều phân cảnh lực lượng nghĩa quân còn khá mỏng. Như trận đánh chiếm đồn Ngọc Hồi, cả quân Tây Sơn và lính nhà Thanh đều thưa thớt.